# Little Tokyo
Little Tokyo, également connu sous le nom de Little Tokyo Historic District, est un quartier de Los Angeles, en Californie. Il tient son nom de la présence d'une importante population d'origine japonaise.
Il s'agit de l'un des trois seuls Japantowns (« quartiers japonais ») officiels aux États-Unis avec ceux de San Francisco et de San José.
Little Tokyo a été déclaré National Historic Landmark District en 1995 et est inscrit sur le Registre national des lieux historiques en 1986.